# 더 로망스
더 로망스는 하지나 리포터가 진행하는 경기방송의 라디오 프로그램이다. 2016년 5월 30일부터 2019년 1월 6일까지 방송되었다.

## 역대 DJ
- 정인성 (2014.11~2015.3) / 경기방송 DJ (2000년 공채)
- 이채은 (2015.4~2016.4) / 경기방송 DJ (2008년 공채)
- 이은지 (2016.5~2017.4) / 경기방송 DJ (2016년 공채)
- 남상미 (2017.4~2018.2.11) / 경기방송 아나운서 (2016년 공채)
- 하지나 (2018.2.24~2019.1.6 ) / MBC 라디오 리포터 (2018년 설특집 달리는 라디오)

## 코너
매일 코너
- 두개더팝
- 사연과 신청곡
- 백 투 더 차트

| KFM 경기방송          |                                                    |                                        |
| 이전                  | 배형진의 음악풍경 (평일) 하지나의 더 로망스 (주말) | 다음                                   |
| 양정모의 뮤직하이웨이 | 배형진의 음악풍경 (평일) 하지나의 더 로망스 (주말) | 서장덕의 한밤나라 (평일) 달나라 (주말) |
| 18시 30분 ~ 20시      | 20시 ~ 22시                                        | 22시 ~ 24시                            |
|                       |                                                    |                                        |